# Ikrima ibn Abi Jahl
ʿIkrima ibn Abī Jahl (in arabo عكرمة بن أبي جهل‎?) (La Mecca, ... – Yarmuk, 636) è stato un Sahaba e un condottiero durante la Guerra della Ridda.

## Biografia
Figlio di ʿAmr ibn Hishām dei Banū Makhzūm - detto Abū Jahl (la cui kunya Abū l-Ḥakam, "Padre dell'avveduto consiglio", fu trasformata in quella di "Padre dell'Ignoranza" dai suoi nemici musulmani a causa della sua fortissima ostilità all'Islam) - e di una donna che deteneva il monopolio dei profumi provenienti dallo Yemen.
Anche ʿIkrima fu per un lungo periodo ostile alla religione predicata dall'avversario di suo padre.
Fu ben per questo che, al contrario di tutti coloro che fino al giorno prima s'erano espressi in favore dello scontro con i musulmani, egli fu con Suhayl ibn ʿAmr l'unico meccano che nel 630 resistette in armi ad essi, in quella che fu definita la "conquista" (fatḥ) definitiva di Mecca. Lo scontro cui egli partecipò, guidando tra i venti e i trenta irriducibili pagani, avvenne ad al-Līṭ, alla periferia della città, e fu qui che si ebbero i pochissimi caduti musulmani.
Fuggito in Yemen, in cui aveva operato con grandi profitti sua madre, che controllava di fatto la lucrosa importazione di profumi a Mecca, ʿIkrima fu convinto nei mesi successivi a chiedere il perdono di Maometto con un formale atto di conversione all'Islam che, nei fatti, era diventato l'assoluto e incontrastato padrone della situazione politica dell'intero Ḥijāz. Così infatti avvenne e il profeta, che già in numerose altre occasioni aveva dato prova di pragmatismo e di duttilità politica, accettò l'atto che portava tra le sue file un giovane che, proprio per la sua impulsività e coraggio, nonché per la sua precedente dimostrazione di scarsa propensione a piegarsi a situazioni di comodo che potessero tornargli utili, si mostrava dotato di qualità morali che potevano tornare assai utili alla giovane Comunità islamica.
Il suo momento arrivò nel periodo del califfato di Abū Bakr. Nella cosiddetta "guerra della ridda" egli ebbe infatti il comando (con Khālid ibn al-Walīd) delle forze musulmane incaricate di riportare all'obbedienza di Medina le riottose tribù che, effettivamente o presuntivamente, erano considerate ormai convertite all'Islam.
Le sue brillanti vittorie su diversi campi di battaglia ne illustrarono il valore: la sua maggiore impresa fu l'aver sconfitto nella Yamāma l'autoproclamato profeta Musaylima ibn Habib.
Moglie di ʿIkrima fu Umm Ḥakīm bint al-Ḥārith ibn Hishām. ʿIkrima morì come martire (shahīd) nella battaglia del Yarmūk nel corso delle operazioni che portarono alla conquista arabo-islamica della Siria.